# فرد لي (سياسي)
فرد لي (بالصينية: 李華明) هو قاضي صلح ‏ وعامل اجتماعي وسياسي صيني، ولد في 25 أبريل 1955 في هونغ كونغ في الصين. حزبياً، نشط في Meeting Point ‏. وقد انتخب عضو المجلس التشريعي لهونغ كونغ عن دائرة Kowloon East (1998 constituency) ‏ (1 يوليو 1998 – 30 سبتمبر 2012).